# Engenheiros do Hawaii
Engenheiros do Hawaii (literalmente en español, Ingenieros de Hawái), popularmente conocidos como Ingenieros, fue un famoso grupo musical brasileño, compuesto por 
Humberto Gessinger (voz y guitarra), Carlos Stein (guitarra), Marcelo Pitz (bajo) y Carlos Maltz (batería). La banda tuvo éxito en la década de 1980 juntamente con Barão Vermelho, Titãs, Os Paralamas do Sucesso y Legião Urbana los mayores grupo de rock en Brasil. Durante su activa carrera, la banda de rock lanzó más de 20 álbumes, incluyendo álbumes de estudio, álbumes en vivo, recopilatorios y videoálbumes. Además, vendieron más de 3 millones de discos.

## Biografía
El grupo fue formado por cuatro estudiantes de la Escuela de Arquitectura de la UFRGS: Humberto Gessinger (voz y guitarra), Carlos Stein (guitarra), Marcelo Pitz (bajo) y Carlos Maltz (batería). El primer ensayo tuvo lugar a finales de 1984, en el patio de la casa de Gessinger. Además de él, también estuvieron presentes Stein y Airton Seligman, guitarrista de la banda Contra Regra. El primer concierto del grupo tuvo lugar el 11 de enero de 1985.
El nombre Engenheiros do Hawaii fue elegido en referencia a estudiantes de ingeniería que usaban pantalones cortos estilo surfista.
Por razones personales, Marcelo Pitz dejó la banda antes de que comenzara la grabación del segundo álbum, siendo reemplazado por el guitarrista Augusto Licks, obligando a Humberto a tocar el bajo.
En 1990, la banda Engenheiros do Hawaii participó en el festival Hollywood Rock, celebrado en Río de Janeiro y São Paulo. En ese momento, la banda promocionaba el álbum "O Papa é Pop" y su concierto en el Hollywood Rock fue considerado uno de los mejores de la noche.
En 1991, el concierto de Engenheiros do Hawaii en Rock in Rio II se destacó por ser la banda que más discos vendió en su momento, impulsado por el álbum "O Papa é Pop". Aunque algunos lo consideraron uno de los peores conciertos del festival, un crítico de The New York Times elogió a la banda, lo que generó opiniones divergentes sobre la actuación.
La formación de Gessinger, Linkcs y Maltz (GLM) fue la formación clásica de la banda y también la más popular, permaneció desde el álbum A Revolta dos Dândis en 1987 hasta Gessinger, Licks Y Maltz en 1992.

## Última formación
- Humberto Gessinger: voz, mandolina, viola caipira, bajo, acordeón, pedalera midi, talk box, armónica, guitarra y piano (1984-2008)
- Gláucio Ayala - batería y voz (2001-2008)
- Fernando Aranha - guitarra (2004-2008)
- Pedro Augusto - teclados (2005-2008)[10]

## Miembros anteriores
- Carlos Stein - guitarra (1985)[11]
- Augusto Licks - guitarra, guitarra clásica, teclados y minipedalera (1987-1994)[12]
- Ricardo Horn - guitarra y guitarra clásica (1994-1996)[13]
- Fernando Deluqui - guitarra y guitarra clásica (1995-1996)[14]
- Luciano Granja - guitarra y guitarra clásica (1996-2001)[15]
- Paulinho Galvão - guitarra y guitarra clásica (2001-2005)[16]
- Marcelo Pitz - bajo (1985-1987)[17]
- Bernardo Fonseca - bajo (2001-2008)
- Carlos Maltz - batería y percusión (1985-1996)[18]
- Adal Fonseca - batería (1996-2001)[15]
- Paulo Casarin - teclados y acordeón (1995-1996)[19]
- Lúcio Dorfman - teclados (1997-2001)[15]

## Discografía

### Álbumes de estudio
- 1986	Longe Demais das Capitais
- 1987	A Revolta dos Dândis
- 1988	Ouça o Que Eu Digo: não Ouça Ninguém
- 1990	O Papa é Pop
- 1991	Várias Variáveis
- 1992	Gessinger, Licks & Maltz
- 1995	Simples de Coração
- 1996	Humberto Gessinger Trio
- 1997	Minuano
- 1999	¡Tchau Radar!
- 2002	Surfando Karmas & DNA
- 2003	Dançando no Campo Minado

### Álbumes en vivo
- 1989 - Alívio Imediato
- 1993 - Películas de guerra, Canções de Amor
- 2000 - 10,000 Destinos
- 2004 - Acústico MTV
- 2007 - Novos Horizontes

### DVD
- 1993 - Filmes de Guerra, Canções de Amor
- 2000 - 10.000 Destinos
- 2002 - Clip Zoom
- 2004 - Acústico MTV (Engenheiros do Hawaii)
- 2007 - Novos Horizontes

## Sencillos
| Año  | Single | Álbum                                |
| ---- | --- | ------------------------------------ |
| 1986 | "Toda Forma de Poder" "Segurança"                                                                              | Longe Demais das Capitais            |
| 1987 | "A Revolta dos Dândis I" "Infinita Highway" "Refrão de Bolero" "Terra de Gigantes"                             | A Revolta dos Dândis                 |
| 1988 | "Ouça o que Eu Digo: Não Ouça Ninguém"                                                                         | Ouça o que Eu Digo: Não Ouça Ninguém |
| 1988 | "Somos Quem Podemos Ser"                                                                                       | Ouça o que Eu Digo: Não Ouça Ninguém |
| 1989 | "Alívio Imediato" "Nau à Deriva"                                                                               | Alívio Imediato                      |
| 1990 | "O Papa é Pop"                                                                                                 | O Papa é Pop                         |
| 1990 | "Era um Garoto que Como Eu Amava os Beatles e os Rolling Stones" "Pra Ser Sincero" "O Exército de um Homem Só" | O Papa é Pop                         |
| 1991 | "Herdeiro da Pampa Pobre"                                                                                      | Várias Variáveis                     |
| 1991 | "Muros e Grades"                                                                                               | Várias Variáveis                     |
| 1991 | " Piano Bar"                                                                                                   | Várias Variáveis                     |
| 1991 | "Ando Só" | Várias Variáveis                     |
| 1992 | "Ninguém = Ninguém"                                                                                            | Gessinger, Licks & Maltz             |
| 1992 | "Parabólica"                                                                                                   | Gessinger, Licks & Maltz             |
| 1992 | "Até Quando Você Vai Ficar"                                                                                    | Gessinger, Licks & Maltz             |
| 1993 | "Realidade Virtual"                                                                                            | Filmes de Guerra, Canções de Amor    |
| 1993 | "Quanto vale a vida?" "Crônica" (versão acústica)                                                              | Filmes de Guerra, Canções de Amor    |
| 1995 | "A Promessa"                                                                                                   | Simples de Coração                   |
| 1995 | "Simples de Coração"                                                                                           | Simples de Coração                   |
| 1997 | "A Montanha"                                                                                                   | Minuano                              |
| 1997 | "Alucinação"                                                                                                   | Minuano                              |
| 1999 | "Eu Que Não Amo Você"                                                                                          | ¡Tchau Radar!                        |
| 2000 | " Números" | 10.000 Destinos                      |
| 2002 | "3ª do Plural"                                                                                                 | Surfando Karmas & DNA                |
| 2003 | "Até o Fim" | Dançando no Campo Minado             |
| 2004 | "Vida Real" | Acústico MTV                         |